# المقاطع اللفظية (الإينكتيتت الإينكتوتت)
 مقاطع إنوكتيتوت (الإنكتيتوتية: ᖃᓂᐅᔮᖅᐸᐃᑦ, رومنة: qaniujaaqpait, or ᑎᑎᕋᐅᓯᖅ ᓄᑖᖅ, titirausiq nutaaq) هو نظام كتابة من نوع أبوجيدا يستخدمه الإنويت الناطقون بالإينوكتيتوت في الإقليم مناطق نونافوت ونونافيك ونوناتسيافوت في كيبيك ولابرادور، على التوالى. في عام 1976، جعلت لجنة اللغة التابعة لمعهد الإنويت الثقافي هذا النص هو النص الرسمي المشترك للغات الإنويت، إلى جانب النص اللاتيني.

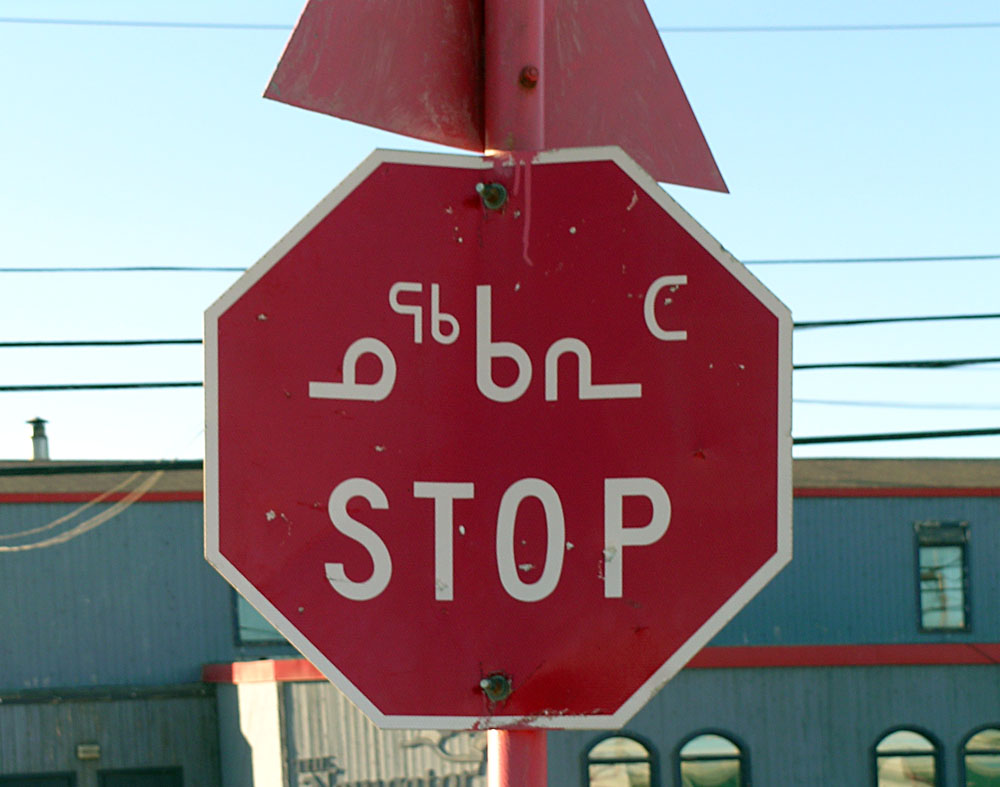
علامة توقف ثنائية اللغة في نونافوت تعرض النص في مقاطع إنوكتيتوت والأبجدية اللاتينية الإنجليزية. إنكتيتوت ᓄᖅᑲᕆᑦ يترجم كما.

مقاطع إنكتيتوت ( Inuktitut ,  أو ᑎᑎᕋᐅᓯᖅ ᓄᑖᖅ ، titirausiq nutaaq ) هو نظام كتابة من نوع أبوجيدا يستخدم في كندا من قبل الإنويت الناطقين بلغة الإنوكتيتوت في إقليم نونافوت ومنطقتي نونافيك ونوناتسيافوت في كيبيك ولابرادور ، على التوالي. في عام 1976، جعلت لجنة اللغة التابعة لمعهد الإنويت الثقافي هذا النص هو النص الرسمي المشترك للغات الإنويت ، إلى جانب النص اللاتيني .
الاسم qaniujaaqpait [ قانيوجاقبايت ] مشتق من الجذر qaniq ، ويعني "الفم". يُسمى نظام الكتابة البديل اللاتيني <nowiki>qaliujaaqpait< ( ᖃᓕᐅᔮᖅᐸᐃᑦ )، وهي مشتقة من qaliit ، وهي كلمة تصف العلامات أو الحبات في الصخور. Titirausiq nutaaq [ تيتيوسيق نوت ] يجب رؤية معنى "نظام الكتابة الجديد" على النقيض من titirausiit nutaunngittut ( ᑎᑎᕋᐅᓰᑦ ᓄᑕᐅᓐᖏᑦᑐᑦ . )، "المقاطع القديمة" المستخدمة قبل إصلاحات عام 1976. 

## تاريخ
جاءت الجهود الأولى لكتابة إنكتيتوت من المبشرين المورافيين في جرينلاند ولابرادور في منتصف القرن التاسع عشر باستخدام النص اللاتيني. كان أول كتاب مطبوع في الإينكتيتوت باستخدام نص الكري عبارة عن كتيب مكون من 8 صفحات يُعرف باسم مختارات من الأناجيل بلهجة إنويت نهر الحوت الصغير ( ᒋᓴᓯᑊ ᐅᑲᐤᓯᐣᑭᐟ . ، "كلمات يسوع")،  طبعها جون هوردن في 1855-1856 في مصنع موس ليستخدمها إدوين آرثر واتكينز بين الإنويت في فورت جورج . في نوفمبر 1865، التقى هوردن وواتكينز في لندن بتوجيه من هنري فين لتكييف مقاطع الكري مع لغة الإنوكتيتوت.  في سبعينيات القرن التاسع عشر، بدأ إدموند بيك ، وهو مبشر أنجليكاني آخر، الطباعة وفقًا لهذا المعيار. قام مبشرون آخرون، ولاحقًا لغويون يعملون لدى الحكومتين الكندية والأمريكية ، بتكييف الأبجدية اللاتينية مع لهجات دلتا نهر ماكنزي ، وجزر القطب الشمالي الغربية وألاسكا .